# Яго Даниел Сангадо
Яго Даниел Сангадо е португалски парфюмерист и бизнесмен, известен най-вече с авторската си линия парфюми, носещи името му.

## Биография

### Ранен живот и образование
Яго Сангадо е роден е на 17 октомври 1965 г. в Коимбра, Португалия, в музикално семейство – баща му е джаз музикант, а майка му балерина. Младият Сангадо отраства със страст към музиката и пианото. В началото на 1980-те семейството се мести в Лион, Франция. Там Сангадо завършва „École Normale Supérieure de Lyon“ със специалност химия.

### Кариера
Специалността му химия го насочва към работа в парфюмерийната индустрия. След няколко позиции в компании, произвеждащи парфюмни есенции, Сангадо започва като технолог в модната къща Christian Lacroix. С времето утвърждава репутацията си на специалист в парфюмерията с експертиза във всички стъпки на производството на аромати, а именно (i) създаването на парфюмната есенция, (ii) изграждането на продукта и маркетинговата концепция, (iii) производството и качествен контрол, както и (iv) дистрибуцията и налагането на аромата на пазара.

### Парфюми Sangado
През 2011 Яго Сангадо стартира собствената си линия парфюми ID Sangado, които се произвеждат в България. По-късно марката е преименувана на Sangado. Първоначално парфюмите Sangado се предлагат на няколко централно-европейски пазара, но първите сериозни успехи идват от Румъния, благодарение и на участието на съпругата му, която е румънка.
По думите на самия Сангадо, вдъхновението за парфюмната му линия идва от „желанието да предложи престижен марков аромат на съвременната жена, без неизбежно високата цена“. Парфюми Sangado са подбрани аромати от световна класа, предлагани на цената на масов продукт. Отличителен белег на марката са използването на висококачествени есенции с висока концентрация, които гарантират трайността на парфюма през целия ден.
На база опита си в индустрията, Сангадо твърдо вярва, че самият продукт е малка част от общата цена, която всяка дама плаща за своя парфюм. „Клиентът плаща много повече за рекламата, дистрибуцията и правата по марката, като тези разходи могат да стигнат до 80% от крайната цена на парфюма“. Парфюмите Sangado се предлагат на ниски цени, въпреки висококачествените суровини, използвани в производството им. За да се постигне добрата цена, цялата линия се предлага в унифицирана опаковка. Разходите по маркетинг са сведени до минимум, като целта е парфюмите да достигат директно до клиентите, като се избягва традиционната дистрибуционна верига и идващите с нея разходи, покачващи крайната цена на продукта.
Основната философия на Яго Сангадо е в печеленето на група лоялни и доволни клиенти, в контраст със съвременната парфюмерийна индустрия, за която са характерни липсата на лоялност, постоянно променящата се мода и ектремната пролиферация на продуктите.
Линията на парфюми Sangado се състои от 79 варианта, разделени в три колекции ЗА НЕЯ и една ЗА НЕГО. Дамските варианти са клас “parfum”, а мъжките клас “eau de parfum” като високите класове отразяват необичайно повишената концентрация на парфюмна композиция в продуктите. Представени са ароматин от всички традиционни групи – цветочни, шипрови, плодови, ориенталски и цитрусови. Всеки вариант има визуална идентичност вдъхновена от спецификите на аромата. Новост за индустрията е цветната колекция, която се състои от 10 аромата на екзотични цветя, като: Френски люляк, Тунезийски жасмин, Таитянска гардения и т.н.
От август 2014 г. Сангадо работи върху нова концепция на опаковките, както и ново лого за марката, база на което е буквата “S” във формата на лебед. Сангадо работи и върху утвърждаване на настоящите пазари на продуктите както и налагането на нови. Планира се в бъдеще и пускането на козметична линия.

### Личен живот
Понастоящем Сангадо живее в Наполи, Италия със съпругата си и двете им деца. Обича да пътува из Европа и Латинска Америка, както и да свири на пиано с малкия си син. Освен португалски език, Сангадо говори свободно английски, френски и италиански. Фен е на F.C. Porto, като рядко пропуска важните им мачове.